# Братья Дроздовы
Братья Дроздовы (род. хутор Плешаков, станица Еланская, область Войска Донского — казаки хутора Плешакова братья Алексей и Павел Дроздовы. Алексей — один из прототипов Григория Мелехова, Павел — Петра Мелехова в романе «Тихий Дон» М. А. Шолохова.

## Биография
В семье Дроздовых было три сына и пять дочерей. К 1917 году отца, Григория Пантелеевича, уже не было в живых, хозяйкой дома считалась мать — Агриппина Марковна. В родительском доме жили сыновья: Павел Григорьевич с женой Марией Андреяновной, Алексей Григорьевич с женой Марией Михайловной, также незамужние дочери: Фёкла, Акулина и Дарья «большая» — неизвестно. Старший сын Михаил жил отдельно. Братья Алексей и Павел Дроздовы в первой мировой войне стали офицерами. По другой версии — Павел пришёл хорунжим, с двумя Георгиевскими крестами, Алексей — без чинов и наград.
С весны 1917 года (по другим данным — с 1918 года) по осень 1919 года родители писателя Александр Михайлович и Анастасия Даниловна Шолоховы с их единственным сыном, М. А. Шолоховым снимали у семьи Дроздовых полдома.
О прототипах героев романа «Тихий Дон» Михаил Александрович Шолохов ответил:
<...> образы Григория, Петра и Дарьи Мелеховых в самом начале <...> писал с семьи казаков Дроздовых... Для изображения портрета Григория кое-что взял от Алексея Дроздова, для Петра — внешний облик и его смерть — от Павла Дроздова, а для Дарьи многое позаимствовал от Марии, жены Павла...
Когда в ответ на обыски, аресты, расстрелы и другие притеснения со стороны советской власти верхнедонские казаки весной 1919 года восстали, Павел Дроздов, как и позже и Пётр Мелехов в романе «Тихий Дон», возглавил плешаковско-кривскую сотню повстанцев. Часть сотни была окружена эскадроном пятого Заамурского полка, после чего, поверив обещаниям сохранить восставшим жизнь, сдались. Но вслед за этим 28 (по другим источникам — от 18 до 24) казаков были убиты, в том числе и Павел Дроздов (Павел Дроздов — двумя выстрелами в упор, остальные зарублены).
Через три месяца жена Павла Мария застрелила пленённого восставшими одного из участников расправы у Вилтова яра, члена Еланского ревкома Ивана Алексеевича Сердинова (в романе «Тихий Дон» — Иван Алексеевич Котляров), за что получила впоследствии благодарность и 500 рублей наличными из рук командующего Донской армией генерала В. И. Сидорина.